# Henry Threadgill
Henry Threadgill (* 15. února 1944 Chicago) je americký jazzový saxofonosta, flétnista a hudební skladatel. Studoval hru na klavír a flétnu a kompozici na chicagské hudební konzervatoři. Svou kariéru zahájil v šedesátých letech a v roce 1971 založil trio Air spolu s kontrabasistou Fredem Hopkinsem a bubeníkem Stevem McCallem; se skupinou vystupoval až do poloviny osmdesátých let. Během své kariéry spolupracoval s mnoha hudebníky, mezi které patří například Chico Freeman, Lucky Peterson, Pheeroan akLaff, Kip Hanrahan nebo Bill Laswell.